# Recamier (cratère)
Pour les articles homonymes, voir Récamier.
Recamier est le nom d'un cratère d'impact présent sur la surface de Vénus.
Le cratère a ainsi été nommé par l'Union astronomique internationale en 1994 en hommage à la femme de lettres française Juliette Récamier.
Son diamètre est de 25,3 km. Il se situe dans la région du quadrangle de Scarpellini (quadrangle V-33).